# Бевза Петро Олександрович
Бе́вза Петро Олександрович (нар. 1 січня 1963, Шпитьки) — живописець.
Член Національної спілки художників України (1990), член Всеукраїнської творчої спілки БЖ-АРТ (1997). Закінчив Київський державний художній інститут (1985).

## Хронопис
Народжений у сім'ї вчителів 1 січня 1963 року на Київщині (село Шпитьки).
У 1977-79 роках відвідує художню студію при Київському державному художньому інституті (керівник Борис Піаніда). Знайомиться з Олегом Пінчуком. Продовжує навчання під орудою Анатолія Базилевича.
1979 — закінчує Вишнівську середню школу із золотою медаллю. Поступає до Київського державного художнього інституту.
1982-84 — студіює поезію у Володимира Забаштанського. Знайомиться з Федором Кислим, Василем Герасим'юком та Миколою Сомом.
1985 — закінчує Київський державний художній інститут (архітектурна майстерня професора Миколи Степанова, викладачі Олексій Загниборода та Леонід Прибєга).
1985-87 — служба у Внутрішніх військах Збройних сил СРСР.
1988 — за запрошенням Івана Драча бере участь у Республіканському семінарі молодих письменників і кінематографістів в Будинку творчості Спілки письменників України. Сценарист короткометражного художнього фільму «Конвоїр» (режисер Лев Карпов, Кіностудія імені Олександра Довженка). Викладає живопис і композицію у Київській районній художній школі (до 1993 року).
1989 — вступає до Молодіжного об'єднання Спілки художників України. Тиберій Сільваші запрошує до участі у молодіжній творчій групі у Седневі та Жденієві. Знайомиться з Віктором Рижихом, Сергієм Животковим, Олександром Животковим, Анною Сидоренко, Анатолієм Криволапом, Петром Лебединцем, Павлом Ковачем, та ін.
1990 — вступає до Національної спілки художників України. Перша персональна виставка живопису у виставковій залі Будинку кіно в Києві (спільно із виставкою скульптур Олега Пінчука).
1991 — знайомиться із Володимиром Горбатенком, співпрацює над журналами «Нова генерація» та «Синтези».
1992—2000 — спільна з Олексієм Литвиненком та Марком Гейком творча майстерня у Київі.
1993 — автор ідеї та учасник художнього проєкту «Живописна пластика» (куратор Едуард Димшиць). Бере участь у виставці «Мистецтво України» в Музеї Августинців (Тулуза, Франція).
1994 — автор ідеї, спів-куратор та учасник міжнародного симпозіуму «Українсько-французькі зустрічі». Нагороджений Почесною грамотою міста Києва за кращий твір живопису за 1994 рік. Знайомиться з Сергієм Кримським.
1995 — персональний художній проєкт «C'est moi. Реальність абстракції» (Національний художній музей України, Київ). Випускає альбом-монографію (тексти Сергія Кримського, Ольги Лагутенко, Аарона Коупленда, Софії Іваненко). Знайомиться із колекціонерами Христиною та Богданом Батрухами, Патрісією та Іваном Шморгунами, Леонідою Гаврилишин, Ігорем Диченком, Франсуа Лу.
1996-97 — виставковий проєкт «Et caetera» (з Петром Лебединцем та Олексієм Литвиненком) експонується у Києві, Ніцці, Каннах, Люксембурзі, Женеві та Мангаймі — отримує нагороди Міжнародної виставки сучасного мистецтва D'art contemporain'96 (Франція) та IV Міжнародного Арт-фестивалю (Україна). Мандрує Польщею, Люксембургом, Францією, Швейцарією та Німеччиною.
1997 — мандрує Парижем та виставляється у «Robin-Leadouze Galerie». Започатковує «дії у довкіллі». Початок співпраці над журналом «АСС» (до 2005 року).
1998 — експонує фотопроєкт «Cicerone», як частина виставки міжнародної групи «DuVagueal'Art» (виставкова зала «Тютесаль», Люксембург).
Знайомиться з Юрієм Онухом, Петром Гончаром, Миколою Малишком.
1999 — художній проєкт «Спадщина» (з О.Литвиненком) на IV Міжнародному арт-фестивалі у Києві. Формулює і видає маніфест «Наша робота» (журнал «АСС»).
2000—2001 — художній проєкт «Перехід» (з М.Малишком та О.Литвиненком) де представлені експозиційні об'єкти, живопис та його дії у довкіллі. У Софії Київській — виставка художнього проєкту «Софійні символи буття» (у співпраці з Сергієм Кримським, Володимиром Горбатенком та спільно з Миколою Малишком, Ніною Денисовою, Миколою Журавлем, Олексієм Литвиненком та ін.).
2001 — мандрує Швейцарією та Італією згідно з програмою Музею сучасного мистецтва «CentrePasquArt». Відвідує 49-ту Венеціанську Бієнале. Виставляє (з О. Литвиненком) «Вільні лани» у Музеї сучасного мистецтва «CentrePasquArt» (Біль-Б'єнн). Бере участь у Міжнародному ленд-арт симпозіумі «Відкрите коло» (Курессааре, Естонія). Учасник виставки «ХХ художників України (кінець сторіччя)» у Національному художньому музеї України. Знайомиться з Миколою Маричевським, працює над журналом «Образотворче мистецтво».
2002 — мандрівка до Південно-східного Криму. Започатковує цикл «Теодозії».
Виставки живопису Циклу «Теодозії» протягом 2002-07 років проходять у Музеї сучасного мистецтва «Совіарт», галереї «Карась», Харківській міській галереї, ЦСМ «Дзига». Бере участь у Міжнародному ленд-арт симпозіумі «Крейдяний простір» (Могриця, Україна). Пише програмну статтю «Довкілля — концепція, що надає сенсу буттю». Бере участь у виставці «Мистецтво України» у Центральному Будинку Художника (Москва, Росія).
2003 — започатковує художній проєкт «Українізми. Візуальний словник». Спів-куратор (з М. Журавлем) та учасник виставки «Інвазія» у Центральній виставковій залі Національної спілки художників України.
2004 — куратор та учасник художнього проєкту «350 років потому» (Центральна виставкова зала Національної спілки художників України, Харківська муніципальна галерея, ЦСМ «Дзига»). Учасник Міжнародного фестивалю етномузики і лендарту «Шешори 2004» (Україна). Експонує об'єкт «Спадщина» (з О.Литвиненком) на Четвертому Міжнародному ART фестивалі у Магдебурзі (Німеччина).
2004-06 — цикл живопису «Теодозії» експонуються у Швеції, Швейцарії, Росії, Литві, США.
2006 — Богдан Батрух запрошує до роботи над авторським ескізом проєкту церкви Покрови Богородиці (с. Липівка, Київщина). Мандрує до Галича, Москви, Володимира, Варшави.
2007 — виставка «IN NATURA» (живопис циклу «Теодозії», дії у довкіллі та фото художнього проєкту «Українізми») експонуються одночасно у Музеї сучасного мистецтва «Совіарт» і Карась галереї. Виходить друком альбом «Бевза» (видавництво «Софія-А»). Мандрує Італією (Флоренція, Сієна, Піза, Равенна). Працює над циклом сакрального живопису «ЦКІ». Виставляє «ЦКІ» у галереї «Триптих» (Київ, Україна).
Під враженням мандрів по Хорватії (Корчула, Дубровник, Спліт) створює живописний цикл «Елегії».
2008 — участь у міжнародній виставці «Eastern Neighbours Remote Shelter» у StefanusCultural center (Утрехт, Нідерланди). Виставка «Елегії» у галереї «Боттега» (Київ, Україна). Участь у Міжнародному ленд-арт симпозіумі «Простір покордоння» (Могриця, Україна): реалізує дію у довкіллі «Сонячний птах» (з О.Литвиненко). Нагороджений дипломом І ступеня у номінації «Арт книжка» Державного комітету телебачення і радіомовлення України.
2008-09 — куратор художнього проєкту «Номади. На лінії горизонту» та благодійного проєкту «Білий аркуш. Проявлення».
2009 — живописний цикл «Іриси». Участь у Міжнародній виставці ARTVILNIUS'09 (Вільнюс, Литва). Експозиція об'єкту «ОВІДІЙ» на виставці ГогольFest (Мистецький Арсенал, Київ, спільно з О.Литвиненком).
2010 — живописний цикл «Нога судьби». Виставки у галереях «АВС» (Київ, Україна) та Bezpala Brown Gallery (Торонто, Канада). Мандрує Канадою — Торонто, Квебек, Оттава. Видає книгу «Мистецтво довкілля. Україна 1989—2011» (співавт. Ганна Гідора, Олег Красносельський).
Виставка «Український зріз. Сучасне мистецтво України» (Центр сучасного мистецтва «Верштати культури», Люблін, Польща). Спів-куратор (з Олегом Ясенєвим) та учасник міжнародного художнього проєкту «Простори тяжіння» експонованого у «Aircraft Gallety» (Братислава, Словаччина). Програмна стаття «Простори тяжіння». Мандрує Словаччиною і Австрією.
2011 — у монографічному дослідженні «Петро Бевза. Живопис» доктор мистецтвознавства Ольга Лагутенко розкриває морфологію живописного світу, мистецькі та світоглядні концепції майстра. Художник виписує і виставляє цикл «Острови. Глибини»
2013 — цикл творів «Гра». Експозиція циклу у залах «Мистецького Арсеналу» (Київ) та галереї «Боттега» (Київ).
2014—2015 — мистецький проєкт «Following the inner light / Ми просто йшли…» до 200-ліття від дня народження Тараса Шевченка (спільно із Миколою Журавлем): експозиція в залах Українського інституту Америки (Нью-Йорк) та Національного музею Тараса Шевченка (Київ). Співпраця з Волтером Гойдишем, Андрієм Зяблюком та Миколою Скибою.
2016—2017 — персональний мистецький проєкт «Йордань»: експозиції — Український інститут Америки (Нью-Йорк), Одеський художній музей, Центр сучасного мистецтва «White World» (Київ), Національний художній музей імені Андрея Шептицького (Львів), Національний музей українського народного декоративного мистецтва (Київ). Проєкт містить цикли живопису «Anno Domini», «Йордань», «Domus Aurea» та «Теодозії». Експозиції включали твори проєкту та вибрані експонати з колекцій музеїв і приватних колекцій міст, де проходила виставка. Каталог з текстами Володимира Горбатенка та Олега Сидор-Гібелинди.
2017—2018 — цикл «Інний»: втілення поетики  двозначної/невизначеної абстракції (англ. ambiguous abstraction). Експозиція циклу: персональна виставка «Антологія» (галерея «Арт Кафедра», Луцьк, 2017) персональна виставка «Розчерк» (Карась Галерея, Київ, 2017), персональний проєкт «Проникнення» (Карась Галерея, Київ, 2018).
2019—2020 — підготовка мистецького проєкту «Століття української абстракції» спільно із Діаною Клочко: дослідження з'яви абстракції як візуальної ідеї, що кардинально змінила хід мистецтва. Експозиція: «Століття української абстракції» (Національний музей Тараса Шевченка, Київ, 2020).
2020—2021 — виставковий проект «Семантичний рай. Абетка»: спроба окреслити у вигляді Ідеалу можливість досягнення омріяної гармонії у семантичному просторі людської культури. Експозиція: «Семантичний рай. Петро Бевза — Тарас Шевченко» (Національний музей Тараса Шевченка, Київ, 2020). Виставка структурована за поняттями мистецької абетки, де Петро Бевза веде діалог з вибраними акварелями та малюнками Тараса Шевченка.

## Саморефлексія
|                     | Національне потрібно створювати самому. Наше завдання — знайти власне український сектор образів універсальних цінностей, сказаних мовою сучасного мистецтва. Наша спадщина — довкілля і спосіб життя у ньому. Наша робота — будувати комунікативний міст між місцями осілості властивих Україні знаків і символів та універсумом особистості. |
| — Наша робота, 1998 | |

|                                    | ... робити мистецтво як рівновагу між довкіллям (віртуальним та тим, котре тут і тепер) та способом життя в ньому. Робити мистецтво як людський (вічний і тривіальний) вимір середовища існування, позначаючи актом волі основні поняття на місці відбиття явищ. Відновити функцію художника як передавача «інших» онтологій (власне традиційної ролі митця) - допомогти побачити мистецтво навколо нас, беручи за основу головний принцип софійності світу: єдності творця, процесу творення, і того, що створюється. |
| — Відродження оптимізму, 2001-2002 | |

|                                                   | Засоби, котрі використовують художники можуть бути різні, але завданням є підкреслити, загострити, унаочнити те, що вже існує. Об'єкт у довкіллі ... — спроба проявити Час у Просторі. Вимивши рівчак у скелі природа створила натяк на образ, під знаком якого люди розуміють певний сенс. Художники акцентуючи і проявляючи цей образ позначають актом волі місце відбиття явищ. Суть цієї дії знає певне коло людей, але може прочитати будь-хто, - відтворений символ є загальнодоступним. Цей образ часу у просторі є тимчасовим, оскільки його поглинає простір і час. Але Et in Arcadia ego. |
| — Довкілля – концепція, що надає міри речам, 2002 | |

|                          | Уразливість констант — так можна визначити головну тему ... Сьогодні художник не відображує і не змальовує предмет – він створює простори тяжіння. ... можливість вільного перебування біля (або в центрі) чуттєвих підвалин речей, можливо, і є надзавданням художника. Художники намагаються спів-переживати і спів-діяти з просторами, позначеними культурою як архетипи, просторами, вільними від соціального ангажементу. |
| — Простори тяжіння, 2010 | |

## Про митця
|                                       | Палімпсестне бачення світу виявляється в художника проривом оманливої впевненості щодо очевидності емпіричної реальності побутового довкілля. Живопис Петра Бевзи обертається філософією кордонності нашого буття на межі з таїною, прозріванням вічності як справжньої, "твердої" реальності. Саме про таке бачення світу отець Олександр Мень писав, що воно вивільняє нашу свідомість від сірої отрути буденності, яка спотворює справжню картину світу, веде до втрати почуття загадки, подиху вічності, що знаходиться з нами. Наш дух робить відчайдушні спроби подолати "ілюзію буденності, повернути собі втрачене світовідчуття, в якому знову заговорять мертві речі, в якому все зазвучить, затремтить, набуде таємничого та багатозначущого смислу". Саме до такого бачення реальності тяжіють картини Петра Бевзи. |
| — Палімпсести буття, Сергій Кримський | |

|                   | На полотні, у просторі довкілля, в інсталяції Петро Бевза працює так, ніби з'ясовує для себе важливе — як адаптувати це світ, наданий кожному від народження як даність, як закон, яким чином прийняти його, зробити «своїм» за внутрішніми настановами. Він уважно придивляється до кожної дрібнички — чи вона ключ для відкриття втаємниченого знання або до того, що ми визначаємо словами «щастя», розуміючи його як стан внутрішньої благодаті і світла. |
| — Ольга Лагутенко | |

|                                                                     | ...«Нога Судьби» спроможний вписати Бевзу в еліту сучасного художнього мистецтва. Цей цикл зворушує душу глядача без відчуження. Це Дух, який виокремлюється від релігії у такий спосіб, що люди різних віросповідань плекають одне і теж діяння. Це блискуча та вдала спроба об'єднання людей через сутність Духу як єдиного начала всіх релігій |
| — Деррелл Браун, президент «Bezpala Brown Gallery», Торонто, Канада | |

|                        | Петро Бевза подібний до подорожнього, який ще не побачивши моря вже відчуває його подих у своїй крові. На його думку в кожному з нас є часточка божественного. Яким буде світ тепер і в майбутньому значною мірою залежить від нас Ми живемо на цій землі вперше і можемо помилятися. Але ми живемо востаннє, а тому не маємо права змарнувати те, що створено не нами. |
| — Володимир Горбатенко | |

|                                                                                   | Петро Бевза творить не лише нові візії, а й нові філософські сенси. У своїй творчості він являє нам унікальний спосіб художнього вислову як в українському, так і у світовому мистецтві. Тож творча команда нашої документальної кінокартини «Петро Бевза. До світла» прагне представити культурному загалу не просто документальну фіксацію – це фільм-рефлексія, фільм-роздум про одного з найяскравіших майстрів нашої сучасності. |
| — Станіслав Литвинов, режисер документальної кінокартини "Петро Бевза. До світла" | |

## Відзнаки
- Диплом І ступеня у номінації «Арт книжка» Державного комітету телебачення і радіомовлення. Україна, Київ, 2008
- Грант Швейцарської культурної Фундації «Про-Гельвеція» за кращий художній проєкт. Швейцарія, Біль-Б'єнн, 2001
- Грант Центру Сучасного Мистецтва при НаУКМА за кращий художній проєкт. Україна, Київ, 2000
- Грант Центру Сучасного Мистецтва «Совіарт» за кращий художній проєкт. Україна, Київ, 1999
- Приз Золотий перетин і звання «Художник року» в сфері живопису. Україна, Київ, 1997
- Почесний приз Міжнародного Салону сучасного мистецтва D'ART'96. Франція, Ніцца, 1996
- Почесна грамота міста Києва за кращий твір живопису. Україна, Київ, 1994

## Вибрані виставки, проєкти
| рік  | назва                                                                               | виставкова зала                                                    | країна     | місце                    | примітки                      |
| ---- | ----------------------------------------------------------------------------------- | ------------------------------------------------------------------ | ---------- | ------------------------ | ----------------------------- |
| 2021 | «Семантичний рай. Абетка»                                                           | Національний музей Тараса Шевченка                                 | Україна    | Київ                     | альбом                        |
| 2019 | «З вершин і низин»                                                                  | Forsa Gallery                                                      | Україна    | Київ                     |                               |
| 2019 | «До світла»                                                                         | Національний музей Тараса Шевченка                                 | Україна    | Київ                     | каталог                       |
| 2019 | «Інне світло»                                                                       | Галерея «Триптих»                                                  | Україна    | Київ                     |                               |
| 2018 | «Проникнення»                                                                       | Карась Галерея                                                     | Україна    | Київ                     |                               |
| 2018 | «Петро Бевза. Антологія живопису»                                                   | Український гуманітарний ліцей                                     | Україна    | Київ                     |                               |
| 2017 | «Петро Бевза. Йордань»                                                              | Національний музей ім. Андрея Шептицького                          | Україна    | Львів                    |                               |
| 2017 | «Петро Бевза. Йордань»                                                              | Національний музей українського народного декоративного мистецтва  | Україна    | Київ                     |                               |
| 2017 | «Rebirth»                                                                           | Галерея «N2N»                                                      | ОАЕ        | Абу-Дабі                 | каталог                       |
| 2017 | «Петро Бевза. Антологія»                                                            | Галерея мистецтв «Арт-кафедра»                                     | Україна    | Луцьк                    |                               |
| 2017 | «Розчерк»                                                                           | Карась Галерея                                                     | Україна    | Київ                     |                               |
| 2016 | «Петро Бевза. Йордань»                                                              | Український Інститут Америки                                       | США        | Нью-Йорк                 | каталог                       |
| 2016 | «Петро Бевза. Йордань»                                                              | Центр сучасного мистецтва «Білий Світ»                             | Україна    | Київ                     | каталог                       |
| 2016 | «Петро Бевза. Йордань»                                                              | Одеський художній музей                                            | Україна    | Одеса                    | каталог                       |
| 2016 | «Ambiguous abstractions»                                                            | Карась Галерея                                                     | Україна    | Київ                     |                               |
| 2016 | «Петро Бевза. Теодозії»                                                             | Мистецький Арсенал: виставка «Простір Глини»                       | Україна    | Київ                     |                               |
| 2015 | «The Play Goes On»                                                                  | Галерея «N2N»                                                      | ОАЕ        | Абу-Дабі                 | каталог                       |
| 2015 | «Anno Domini»                                                                       | Карась Галерея                                                     | Україна    | Київ                     |                               |
| 2015 | «Образи»                                                                            | Галерея «Наша»                                                     | Україна    | Суми                     |                               |
| 2014 | «Following the inner light» (з Миколою Журавлем)                                    | Український Інститут Америки                                       | США        | Нью-Йорк                 | каталог                       |
| 2014 | «Ми просто йшли…» (з Миколою Журавлем)                                              | Національний музей Тараса Шевченка                                 | Україна    | Київ                     | каталог                       |
| 2014 | «Квіти 2014»                                                                        | Галерея «Триптих»                                                  | Україна    | Київ                     |                               |
| 2013 | «Гра»                                                                               | Галерея «Боттега»                                                  | Україна    | Київ                     |                               |
| 2013 | «Гра»                                                                               | Мистецький Арсенал: ArtKyivContemporary                            | Україна    | Київ                     |                               |
| 2013 | «Присутність»                                                                       | Галерея «Триптих»                                                  | Україна    | Київ                     |                               |
| 2011 | «Острови»                                                                           | Галерея АВС-арт                                                    | Україна    | Київ                     |                               |
| 2011 | «Акт»                                                                               | Галерея «Триптих»                                                  | Україна    | Київ                     |                               |
| 2010 | «Petro Bevza … AND SOMEONE ELSE WITH ME»                                            | Bezpala Brown Gallery                                              | Канада     | Торонто                  |                               |
| 2010 | «Малярство»                                                                         | Галерея АВС-арт                                                    | Україна    | Київ                     |                               |
| 2009 | «Теодозії»                                                                          | Сумська муніципальна галерея                                       | Україна    | Суми                     |                               |
| 2009 | «Іриси»                                                                             | Галерея «Триптих»                                                  | Україна    | Київ                     | каталог                       |
| 2008 | «Елегії»                                                                            | Галерея «Боттега»                                                  | Україна    | Київ                     | персональна виставка          |
| 2008 | «Петро Бевза: СІНАЙ»                                                                | Галерея «Гамла Вастер»                                             | Швеція     | Мальме                   | персональна виставка          |
| 2008 | «Номади. На лінії горизонту»                                                        | Київська фортеця «Косий капонір»                                   | Україна    | Київ                     |                               |
| 2007 | Арт-Манеж 2007                                                                      | Манеж                                                              | Росія      | Москва                   |                               |
| 2007 | «ЦКІ»                                                                               | Галерея «Триптих»                                                  | Україна    | Київ                     | персональна виставка          |
| 2007 | «Спомин»                                                                            | Музей Івана Гончара                                                | Україна    | Київ                     |                               |
| 2007 | «IN NATURA. Усі Теодозії»                                                           | Карась Галерея                                                     | Україна    | Київ                     | персональна виставка          |
| 2007 | «Живопис»                                                                           | Галерея «Ленін»                                                    | Україна    | Запоріжжя                | персональна виставка          |
| 2007 | «IN NATURA»                                                                         | Центр Сучасного Мистецтва «Совіарт»                                | Україна    | Київ                     | персональна виставка          |
| 2007 | «Сучасне мистецтво України»                                                         | Галерея Hobby                                                      | Грузія     | Тбілісі                  |                               |
| 2007 | «Гоголь-Портрет»                                                                    | Мистецький Арсенал                                                 | Україна    | Київ                     |                               |
| 2007 | «Акт»                                                                               | Галерея «Триптих»                                                  | Україна    | Київ                     |                               |
| 2006 | «Петро Бевза: Координати простору»                                                  | Галерея «Гамла Вастер»                                             | Швеція     | Мальме                   | каталог                       |
| 2006 | «Сучасне мистецтво України»                                                         | Галерея «Луфсік»                                                   | Польща     | Варшава                  |                               |
| 2006 | «Чотири художника з України»                                                        | Галерея «Мезон Мюрер»                                              | США        | Атланта                  |                               |
| 2006 | «Anblick — Durchblick — Lichtblick. Бевза, Лебединець, Литвиненко. Живопис»         | Галерея «Аніксіс»                                                  | Швейцарія  | Баден                    |                               |
| 2006 | «Сучасне мистецтво України»                                                         | Український Інститут Америки                                       | США        | Нью-Йорк                 |                               |
| 2005 | «Петро Бевза. Краєвид»                                                              | Карась Галерея                                                     | Україна    | Київ                     | персональна виставка, каталог |
| 2005 | «Арт-манеж 2005»                                                                    | Манеж                                                              | Росія      | Москва                   | каталог                       |
| 2005 | «Homo Erraticus»                                                                    | Виставкова зала                                                    | Литва      | Вільнюс, Клайпеда        | каталог                       |
| 2005 | Міжнародний художній салон                                                          | Центральний будинок художника                                      | Росія      | Москва                   | каталог                       |
| 2005 | «Новий прояв»                                                                       | Виставкова зала Торгово-промислової палати                         | Україна    | Запоріжжя                | каталог                       |
| 2005 | «Мистецьке „так!“ Нашій Україні»                                                    | Галерея «Роджерс»                                                  | США        | Вашингтон                | каталог                       |
| 2004 | «Мистецьке „так!“ Помаранчевій Революції»                                           | Центральна виставкова зала НСХУ                                    | Україна    | Київ                     |                               |
| 2004 | Четвертий Міжнародний ART-фестиваль                                                 | Галакунстхаус                                                      | Німеччина  | Магдебург                | каталог                       |
| 2004 | «Лист Володимиру Путіну від Українського народу. Актуальний перформанс»             | Майдан Незалежності та Посольство РФ                               | Україна    | Київ                     |                               |
| 2004 | «Помаранчева осінь. Актуальний перформанс»                                          | Хрещатик                                                           | Україна    | Київ                     |                               |
| 2004 | «Теодозії-2»                                                                        | Карась Галерея                                                     | Україна    | Київ                     | персональна виставка, каталог |
| 2004 | «350 років потому»                                                                  | Харківська муніципальна галерея                                    | Україна    | Харків                   |                               |
| 2004 | Міжнародний симпозіум ленд-арту та етнічної музики у Шешорах                        | Ленд-арт проєкт                                                    | Україна    | Шешори                   |                               |
| 2004 | «Краєвид: Земля — Бевза, Вода — Литвиненко»                                         | Мистецький центр «Дзиґа»                                           | Україна    | Львів                    |                               |
| 2004 | «Теодозії»                                                                          | Харківська муніципальна галерея                                    | Україна    | Харків                   | персональна виставка, каталог |
| 2004 | «350 років потому»                                                                  | Центральна виставкова зала НСХУ                                    | Україна    | Київ                     |                               |
| 2004 | «350 років потому»                                                                  | Мистецький центр «Дзиґа»                                           | Україна    | Львів                    |                               |
| 2003 | «Стрибок кози»                                                                      | Карась Галерея                                                     | Україна    | Київ                     | персональна виставка          |
| 2003 | «Крейдяний період 2003», виставка проєктів                                          | Центр Сучасного Мистецтва «Совіарт»                                | Україна    | Київ                     |                               |
| 2003 | «Українська ідея. Текстуальний проект»                                              | Галерея «А. С. С.»                                                 | Україна    | Київ                     | персональна виставка          |
| 2003 | «Інвазія»                                                                           | Центральна виставкова зала НСХУ                                    | Україна    | Київ                     |                               |
| 2003 | «Три виміри. Бевза, Донін, Накорчевський». Міжнародна фотобієнале                   | Галерея «Триптих»                                                  | Україна    | Київ                     | каталог                       |
| 2003 | «Чотири кроки. Живопис»                                                             | Галерея «ARTEast»                                                  | Україна    | Київ                     |                               |
| 2003 | «Живопис і фотографія»                                                              | Міжнародний фонд «Відродження»                                     | Україна    | Київ                     | персональна виставка          |
| 2003 | «Теодозії»                                                                          | Центр Сучасного Мистецтва «Совіарт»                                | Україна    | Київ                     | персональна виставка, каталог |
| 2002 | «Український живопис»                                                               | Галерея «Артлоу»                                                   | Швейцарія  | Аванш                    |                               |
| 2002 | «Крейдяний період»                                                                  | Центр Сучасного Мистецтва «Совіарт»                                | Україна    | Київ                     | каталог                       |
| 2002 | «Мистецтво України»                                                                 | Центральний Будинок Художника                                      | Росія      | Москва                   | каталог                       |
| 2002 | Міжнародний симпозіум ленд-арту в Могрицях «Крейдяний період»                       | Ленд-арт проєкт                                                    | Україна    | Могриця                  | каталог                       |
| 2002 | «Випрямлення»                                                                       | Ленд-арт проєкт, Голосіївський ліс                                 | Україна    | Київ                     | персональний ленд-арт проєкт  |
| 2002 | «Нові напрямки»                                                                     | Центральна виставкова зала НСХУ                                    | Україна    | Київ                     | каталог                       |
| 2002 | «Бевза. Лірика»                                                                     | Галерея «Триптих»                                                  | Україна    | Київ                     | персональна виставка          |
| 2002 | «Бевза. Живопис»                                                                    | Галерея «ARTEast»                                                  | Україна    | Київ                     | персональна виставка          |
| 2002 | «Символи»                                                                           | Національний заповідник «Софія Київська»: виставкова зала «Хлібня» | Україна    | Київ                     |                               |
| 2001 | «Софійні символи буття»                                                             | Національний заповідник «Софія Київська»: виставкова зала «Хлібня» | Україна    | Київ                     | каталог                       |
| 2001 | «Український живопис»                                                               | Галерея «Докторхаус»                                               | Швейцарія  | Обердіссбах              |                               |
| 2001 | «Сучасність мистецтва»                                                              | Карась Галерея                                                     | Україна    | Київ                     |                               |
| 2001 | «Бевза и Литвиненко. Вільні лані»                                                   | Музей сучасного мистецтва «Centre PasquArt»                        | Швейцарія  | Біль-Б'єнн               | каталог                       |
| 2001 | Дні Української культури в Швейцарії                                                | Центральний зал Консерваторії                                      | Швейцарія  | Берн                     |                               |
| 2001 | «Десять років незалежності»                                                         | Галерея «Лавра»                                                    | Україна    | Київ                     | каталог                       |
| 2001 | Міжнародний симпозіум ленд-арту в Курессааре «Відкрите коло»                        | Ленд-арт проєкт                                                    | Естонія    | Сааремаа                 |                               |
| 2001 | «Лінія сили»                                                                        | Дніпропетровський історичний музей                                 | Україна    | Дніпро                   |                               |
| 2001 | «Простір між»                                                                       | Карась Галерея                                                     | Україна    | Київ                     |                               |
| 2001 | «ХХ художників України (кінець століття)»                                           | Національний художній музей України                                | Україна    | Київ                     | каталог                       |
| 2001 | ІІІ бієнале українського живопису                                                   | Центральна виставкова зала НСХУ                                    | Україна    | Київ                     | каталог                       |
| 2000 | «Процесія»                                                                          | Карась Галерея                                                     | Україна    | Київ                     | персональна виставка          |
| 2000 | «Білий Перехід»                                                                     | Національний художній музей України                                | Україна    | Київ                     | каталог                       |
| 2000 | «Перехід. Живопис»                                                                  | Центральна виставкова зала НСХУ                                    | Україна    | Київ                     | каталог                       |
| 2000 | «Перехід. Бевза, Литвиненко, Малишко»                                               | Центр Сучасного Мистецтва при НаУКМА                               | Україна    | Київ                     | каталог                       |
| 1999 | «Біла тінь»                                                                         | Карась Галерея                                                     | Україна    | Київ                     | персональна виставка          |
| 1999 | Мистецький проєкт «Спадщина»                                                        | Четвертий Міжнародний ART-фестиваль                                | Україна    | Київ                     | каталог                       |
| 1999 | «Національний арт-рейтинг України»                                                  | Центр Сучасного Мистецтва «Совіарт»                                | Україна    | Київ                     | каталог                       |
| 1999 | «Ранній Бевза»                                                                      | Галерея «Ірена»                                                    | Україна    | Київ                     | персональна виставка          |
| 1999 | «Боже борони»                                                                       | Ленд-арт проєкт                                                    | Україна    | Тадіївка, Київщина       |                               |
| 1999 | «Біла тінь»                                                                         | Ленд-арт проєкт                                                    | Україна    | Київ-Варва, Чернігівщина |                               |
| 1998 | «Міфи і символи»                                                                    | Карась Галерея                                                     | Україна    | Київ                     |                               |
| 1998 | «Живопис і скульптура»                                                              | Галерея «Кюнсткауфхоф»                                             | Німеччина  | Лейпциг                  | персональна виставка          |
| 1998 | «Тоталітаризм»                                                                      | Галерея «А. С. С.»                                                 | Україна    | Київ                     | персональний художній проєкт  |
| 1998 | «Книга поглядів»                                                                    | Галерея «Лавра»                                                    | Україна    | Київ                     | каталог                       |
| 1998 | «Мистецтво України XX століття»                                                     | Український дім                                                    | Україна    | Київ                     | каталог                       |
| 1998 | «Артистична знижка»                                                                 | Галерея «Sarl»                                                     | Люксембург | Люксембург               | каталог                       |
| 1997 | «Весна України в Парижі»                                                            | Галерея «Робен-Ладуз»                                              | Франція    | Париж                    | персональна виставка, каталог |
| 1997 | «GANG. Мистецтво нової України»                                                     | Представництво Баварії в Бонні                                     | Німеччина  | Бонн                     | каталог                       |
| 1997 | Другий Міжнародний ART-фестиваль                                                    | Український дім                                                    | Україна    | Київ                     | каталог                       |
| 1996 | «Хвиля мистецтва»                                                                   | Виставкова зала Тютесаль                                           | Люксембург | Люксембург               | каталог                       |
| 1996 | Міжнародний Салон сучасного мистецтва «D'ART'96»                                    | НіццЕкспо                                                          | Франція    | Ніцца                    | каталог                       |
| 1996 | «Бевза, Лебединець, Литвиненко. Et Caetera»                                         | Національний художній музей України                                | Україна    | Київ                     | каталог                       |
| 1996 | «Новий Простір»                                                                     | Центральна виставкова зала НСХУ                                    | Україна    | Київ                     |                               |
| 1996 | Виставка українського живопису на Днях Української культури в Словацькій республіці | Palffuho Palas                                                     | Словаччина | Братислава               |                               |
| 1996 | «Et Caetera»                                                                        | Міжнародна Академія Навколишнього середовища                       | Швейцарія  | Женева                   |                               |
| 1996 | «Et Caetera»                                                                        | Фонд Ганса Зайделя                                                 | Україна    | Київ                     | каталог                       |
| 1995 | «C'est Moi. Реальність абстракції»                                                  | Національний художній музей України                                | Україна    | Київ                     | персональна виставка, каталог |
| 1994 | «Синтези-Славутич'94»                                                               | Галерея «Славутич»                                                 | Україна    | Київ                     | каталог                       |
| 1994 | «Українсько-французькі зустрічі»                                                    | Український дім                                                    | Україна    | Київ                     | каталог                       |
| 1994 | «Мистецтво України»                                                                 | Музей Королівської армії                                           | Бельгія    | Брюссель                 |                               |
| 1993 | «Мистецтво України»                                                                 | Музей августинців                                                  | Франція    | Тулуза                   | каталог                       |
| 1993 | «Мальовнича пластика'93»                                                            | Національний художній музей України                                | Україна    | Київ                     | каталог                       |
| 1992 | «Живопис Петра Бевзи»                                                               | Міжнародний фонд «Відродження»                                     | Україна    | Київ                     | персональна виставка, каталог |
| 1992 | «Живопис Петра Бевзи»                                                               | Французький культурний центр, Посольство Франції в Україні         | Україна    | Київ                     | персональна виставка          |
| 1991 | Міжнародна Бієнале «Відродження ’91»                                                | Львівська картинна галерея                                         | Україна    | Львів                    | каталог                       |
| 1991 | «Седнів'91»                                                                         | Республіканський будинок художника                                 | Україна    | Київ                     |                               |
| 1991 | «Живопис і скульптура» (з О. Пінчуком)                                              | Будинок кіно                                                       | Україна    | Київ                     |                               |

## Зібрання творів

просторові візії у часі
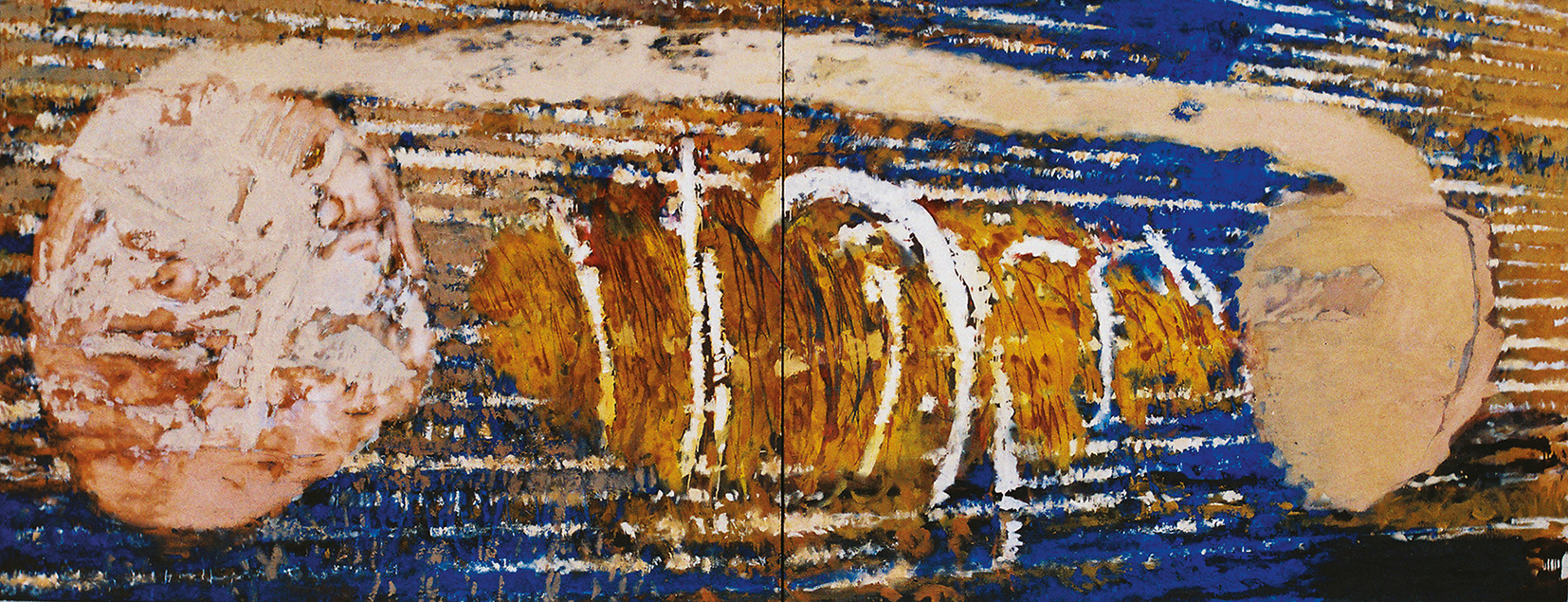
Комунікативний коридор. 1998, полотно, олія, 180х480 см
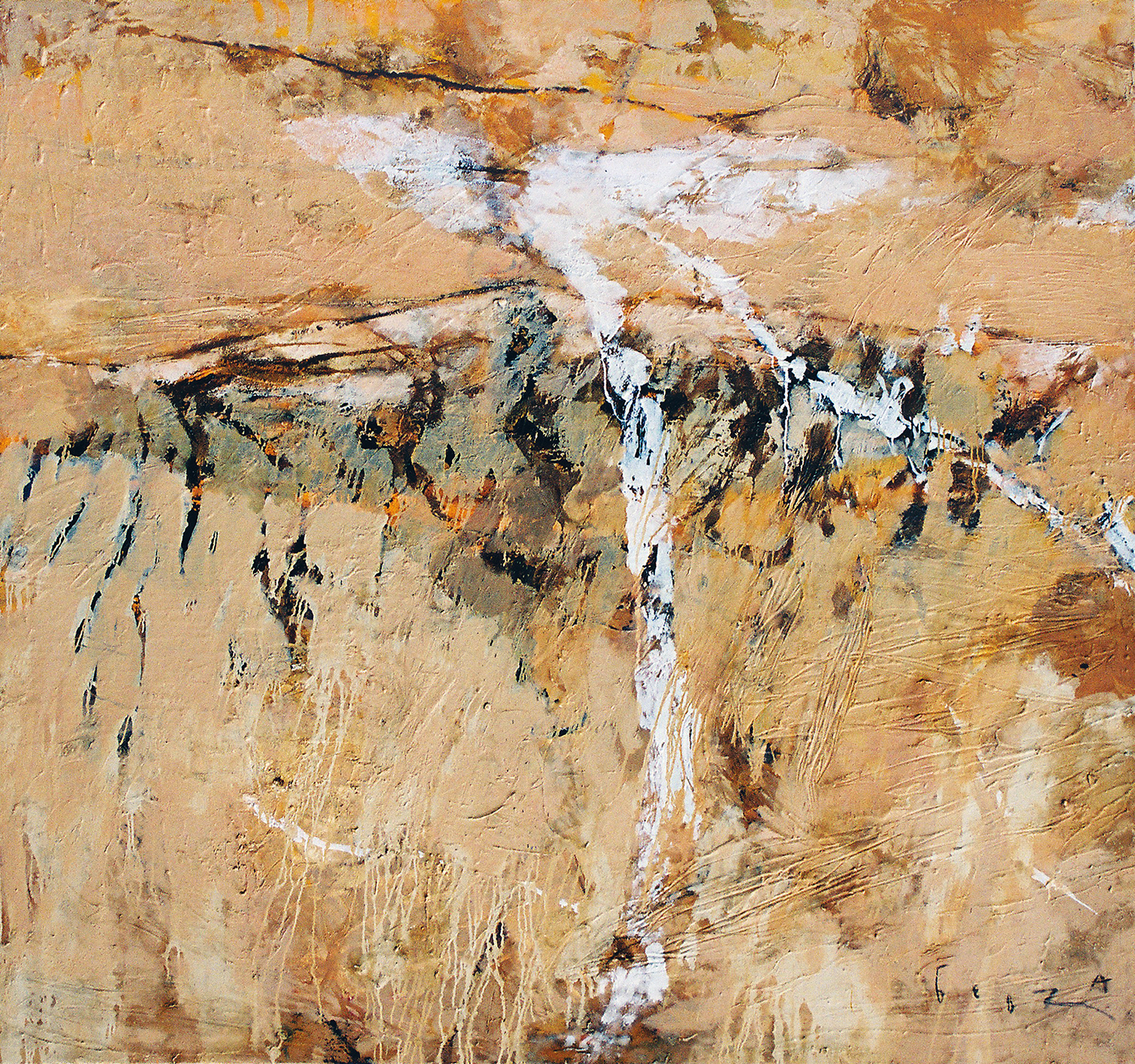
Теодозія-Дощ. 2003, полотно, олія, 160х169 см
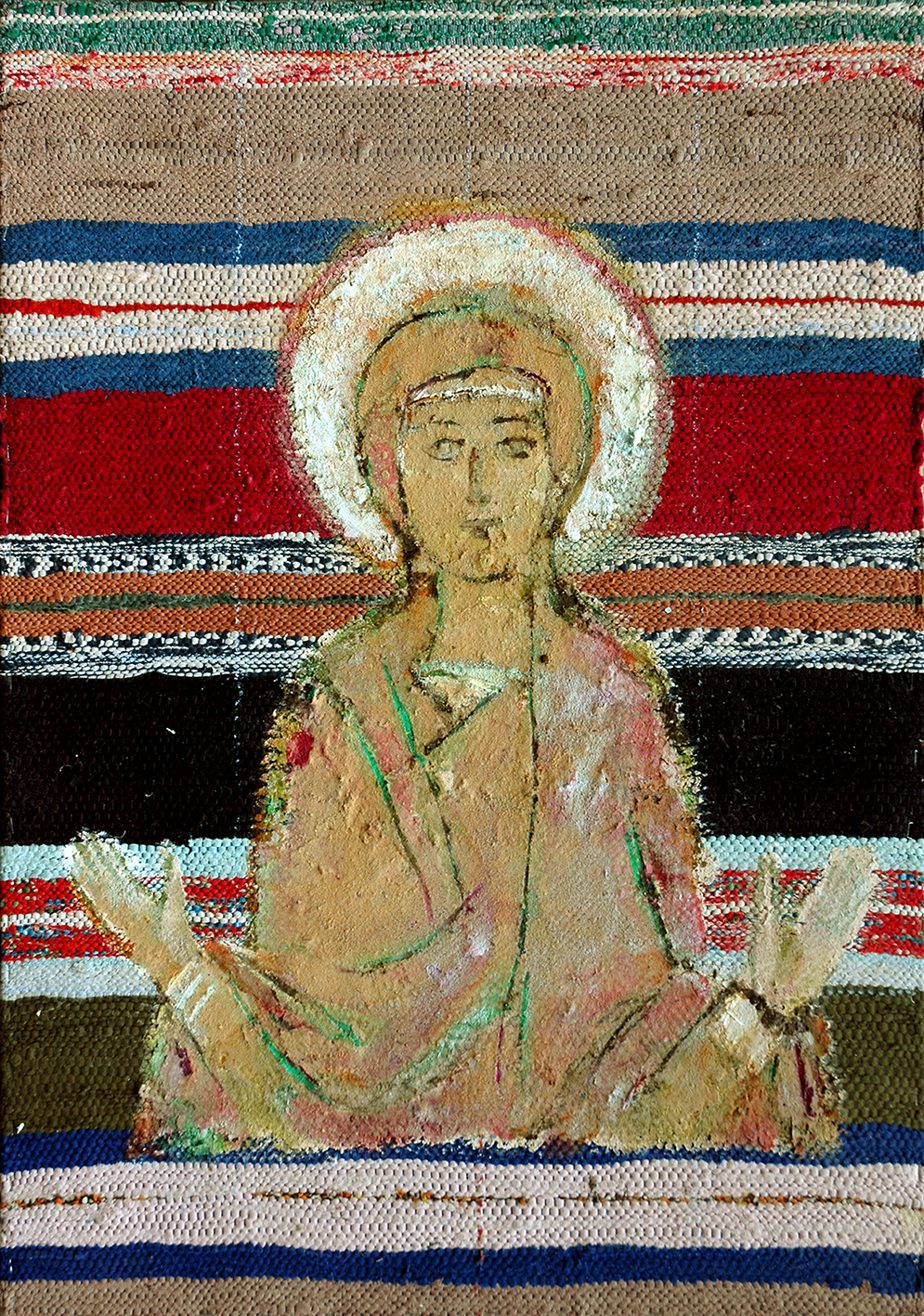
Богородиця-Будда. 2007, дерево, левуас, домотканий килимок, олія, 100х70 см
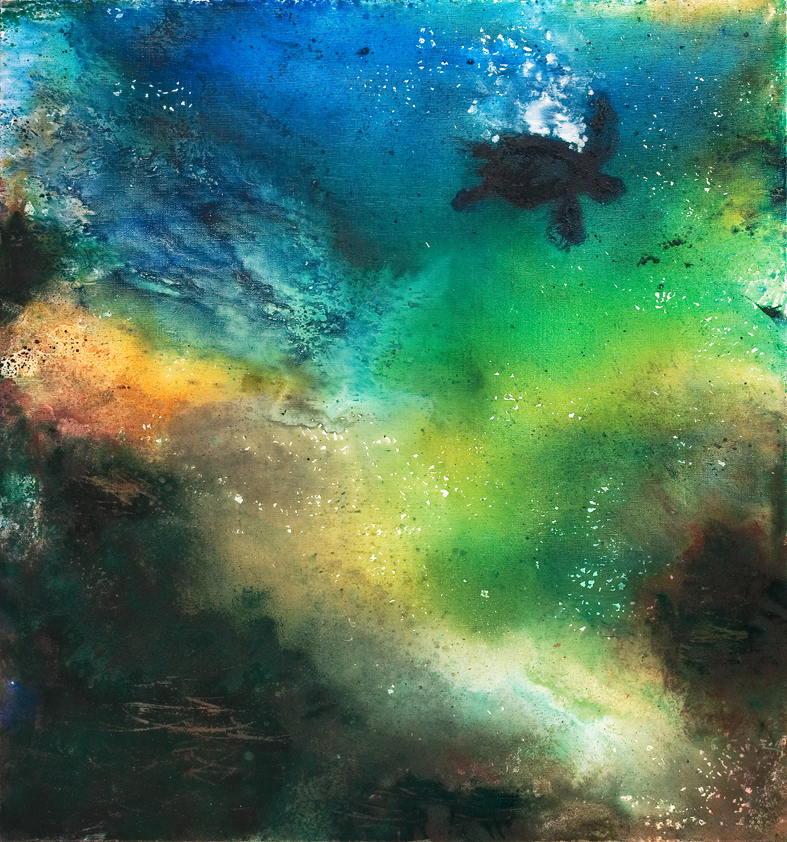
Черепаха. 2011, полотно, олія, 140х130 см
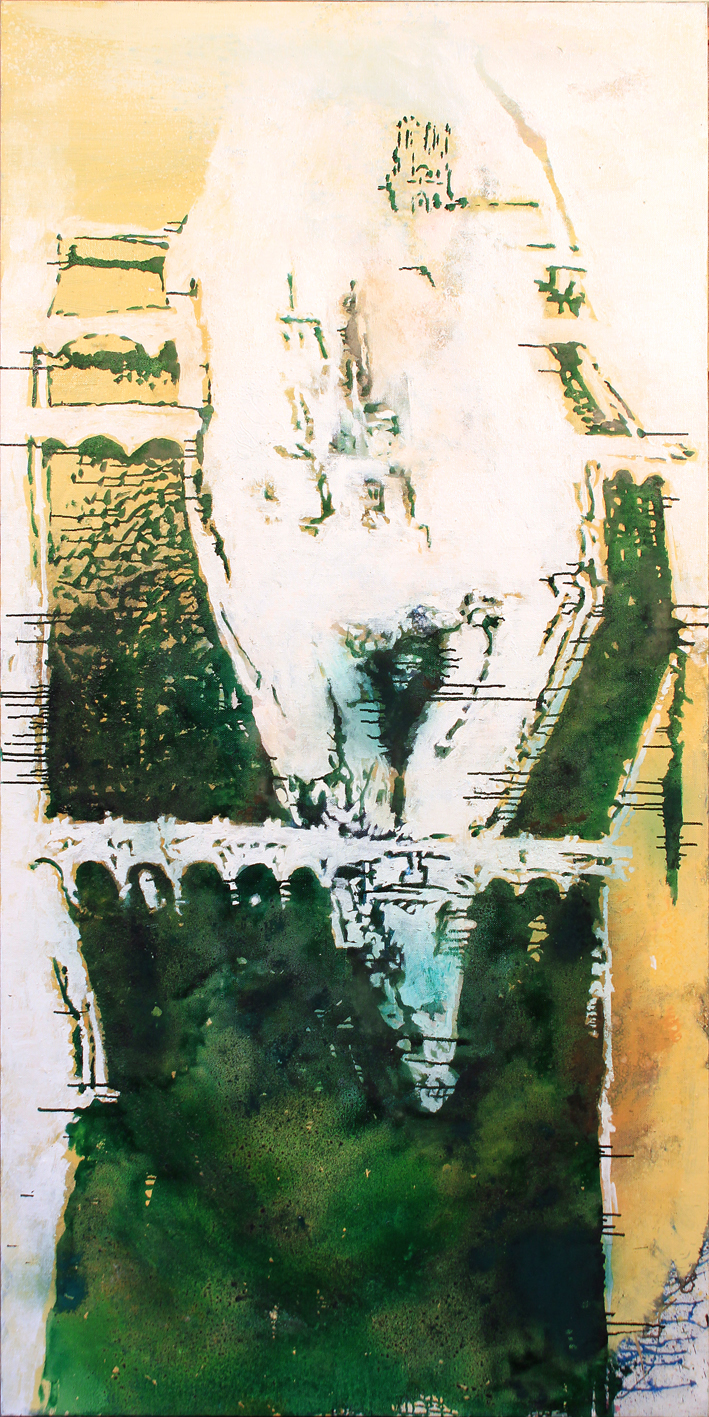
Париж. Острів. 2012-13, полотно, олія, 200х100 см
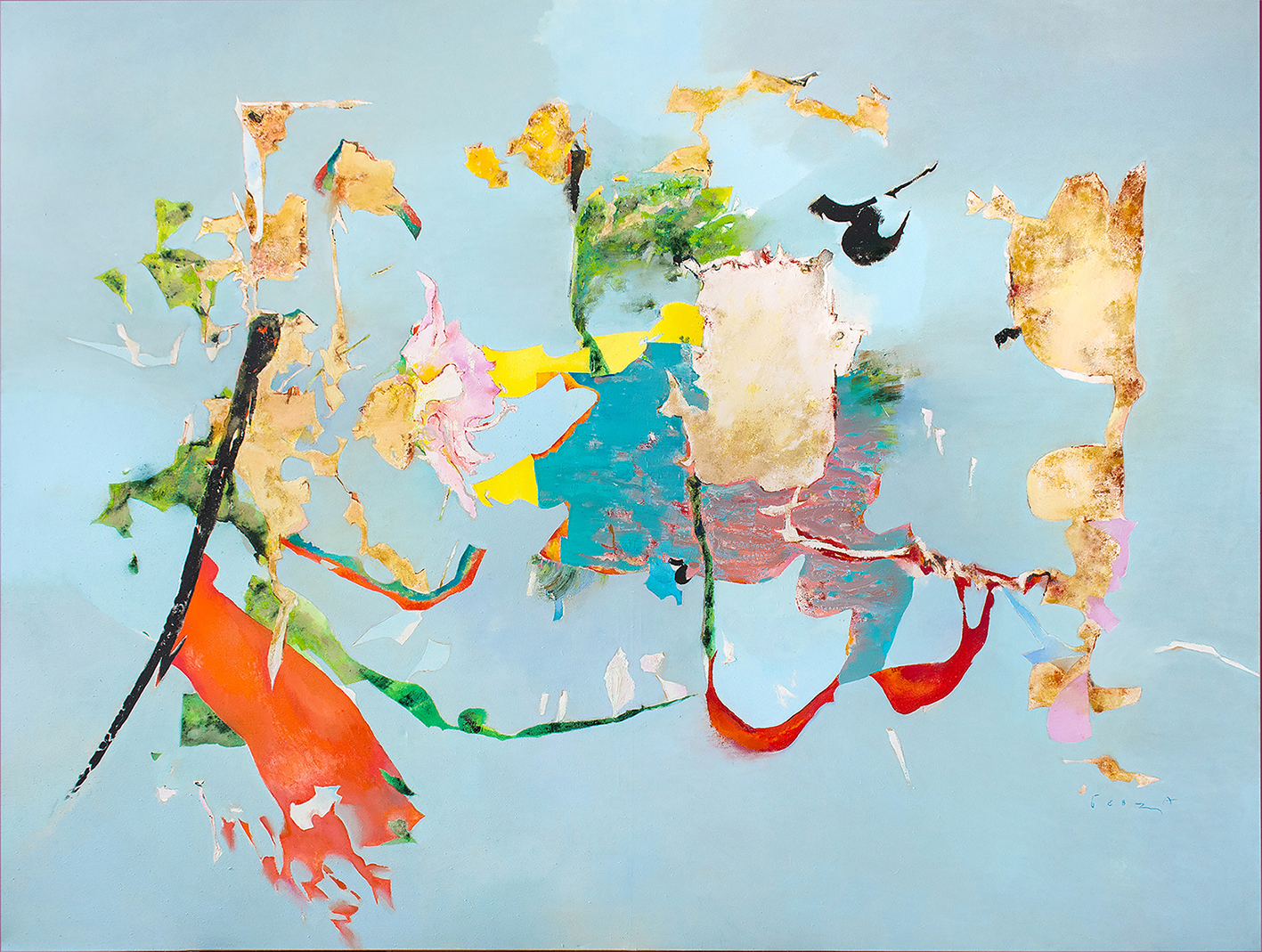
Танець. 2018, полотно, акрил, олія, 225х300 см
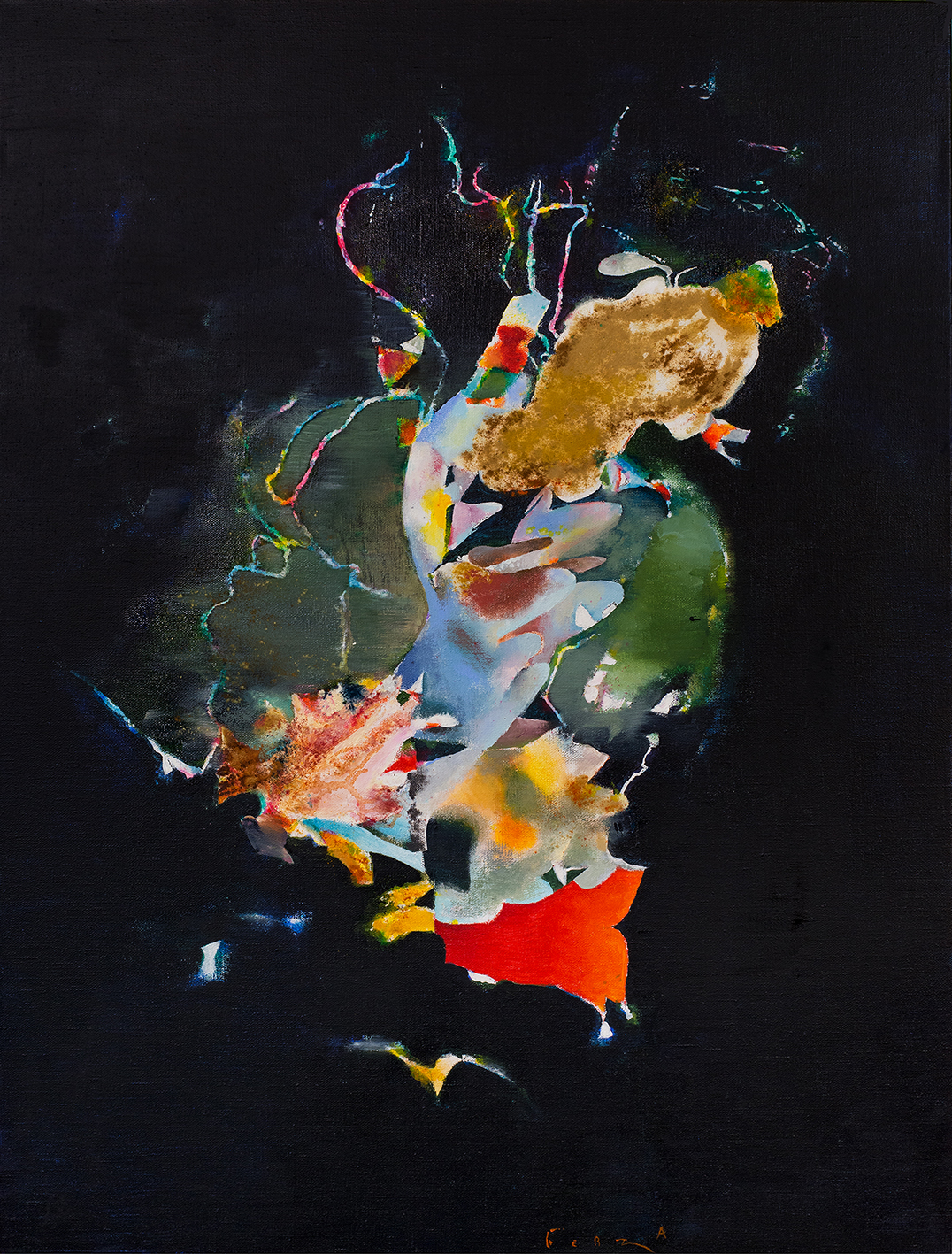
Простір 5. Я знаю все. 2018, полотно, акрил, олія, 160х120 см
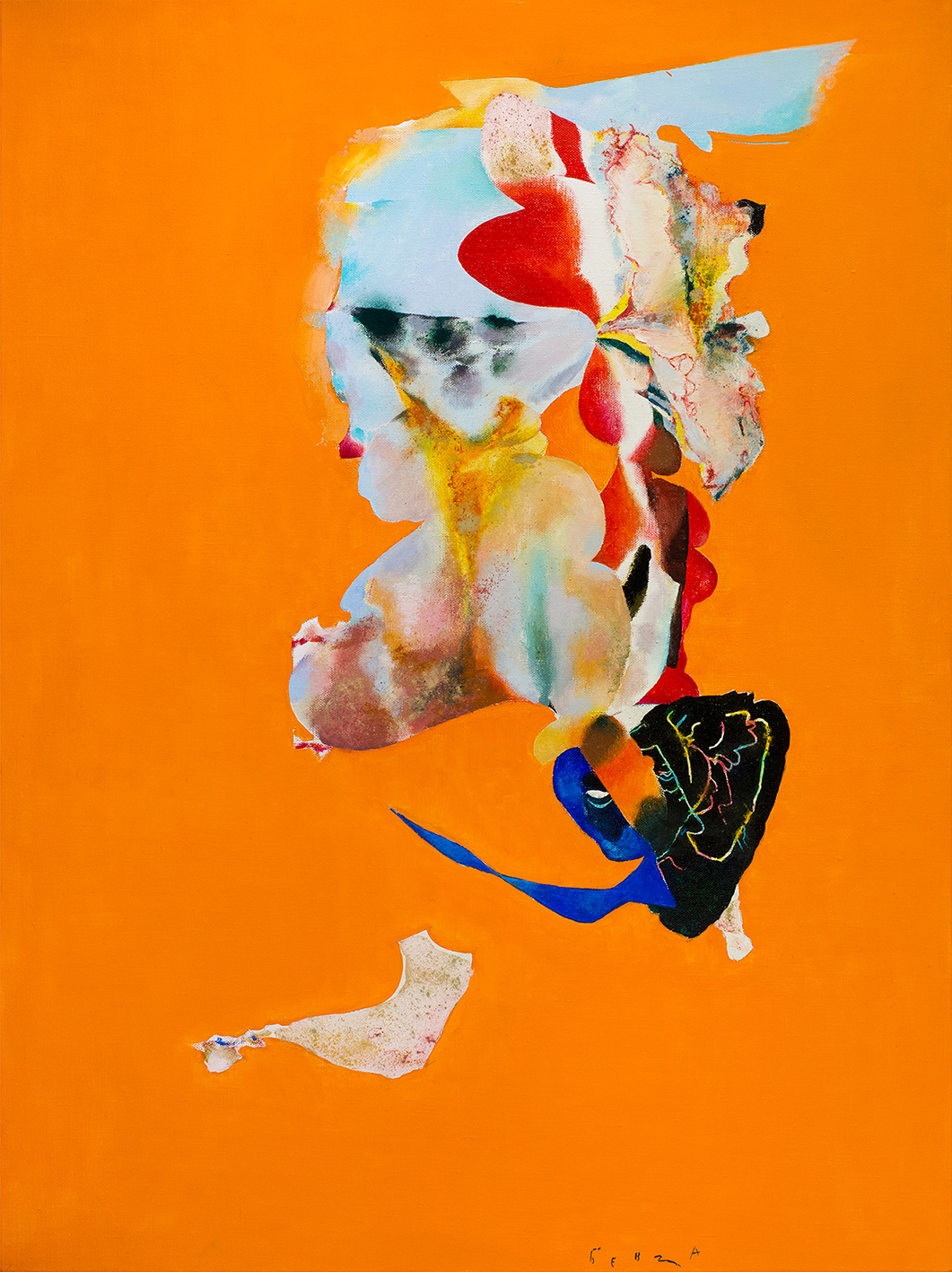
Простір 6. Спогад. 2018, полотно, акрил, олія, 160х120 см

Петро Бевза в Карась Галерея
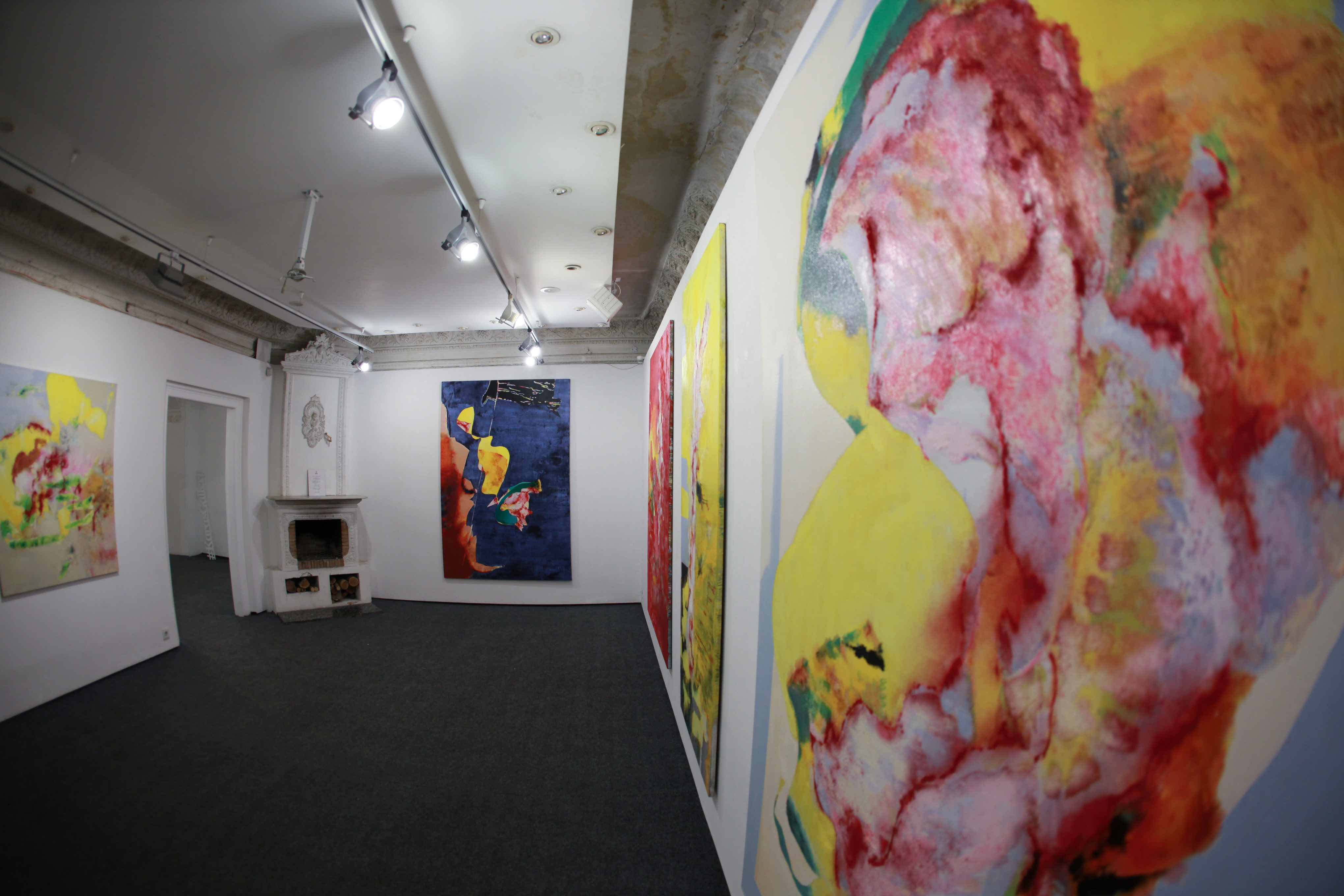
"Розчерк". 2017

Семантичний рай. Петро Бевза / Тарас Шевченко
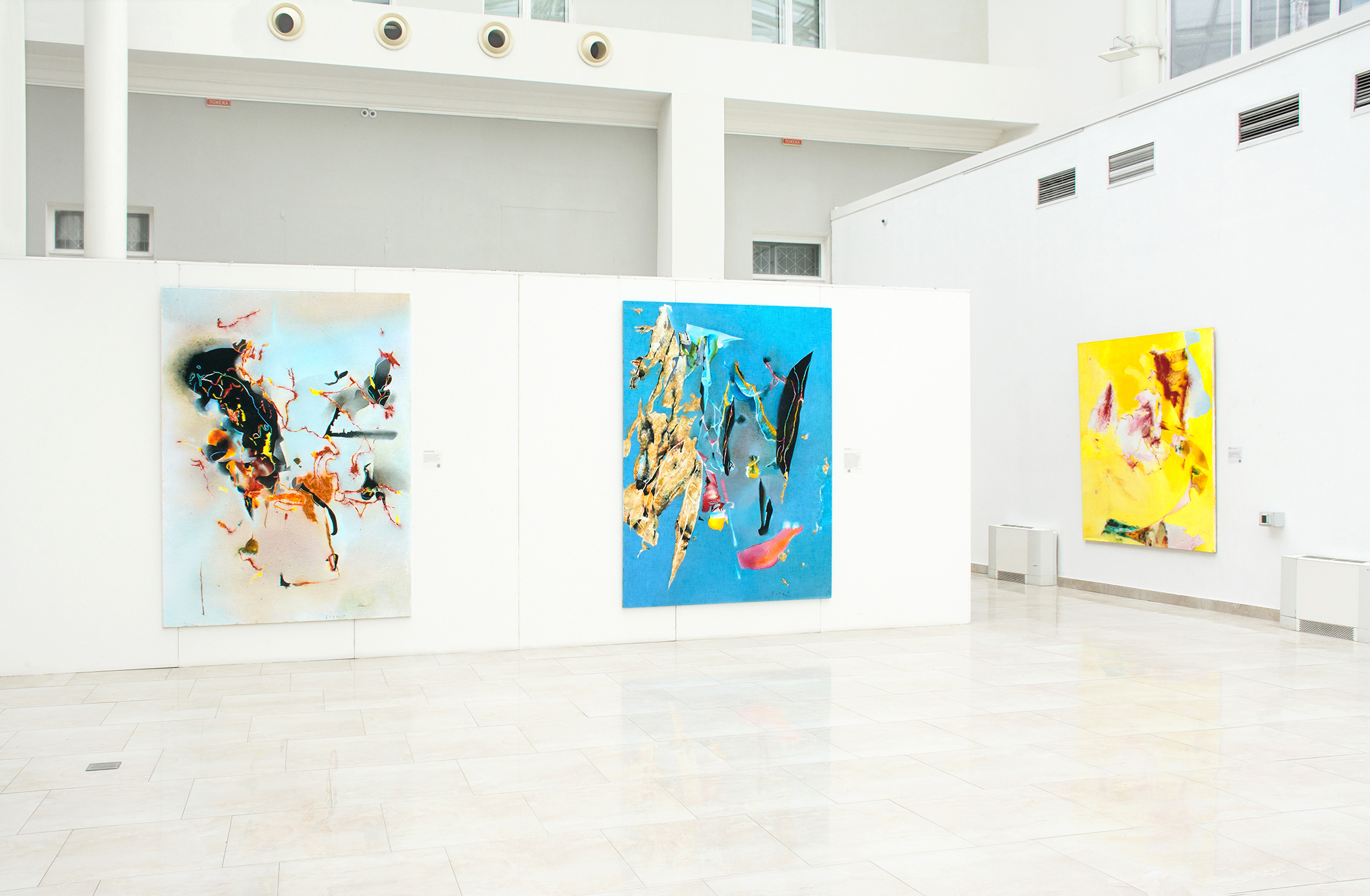
НМТШ, 2021
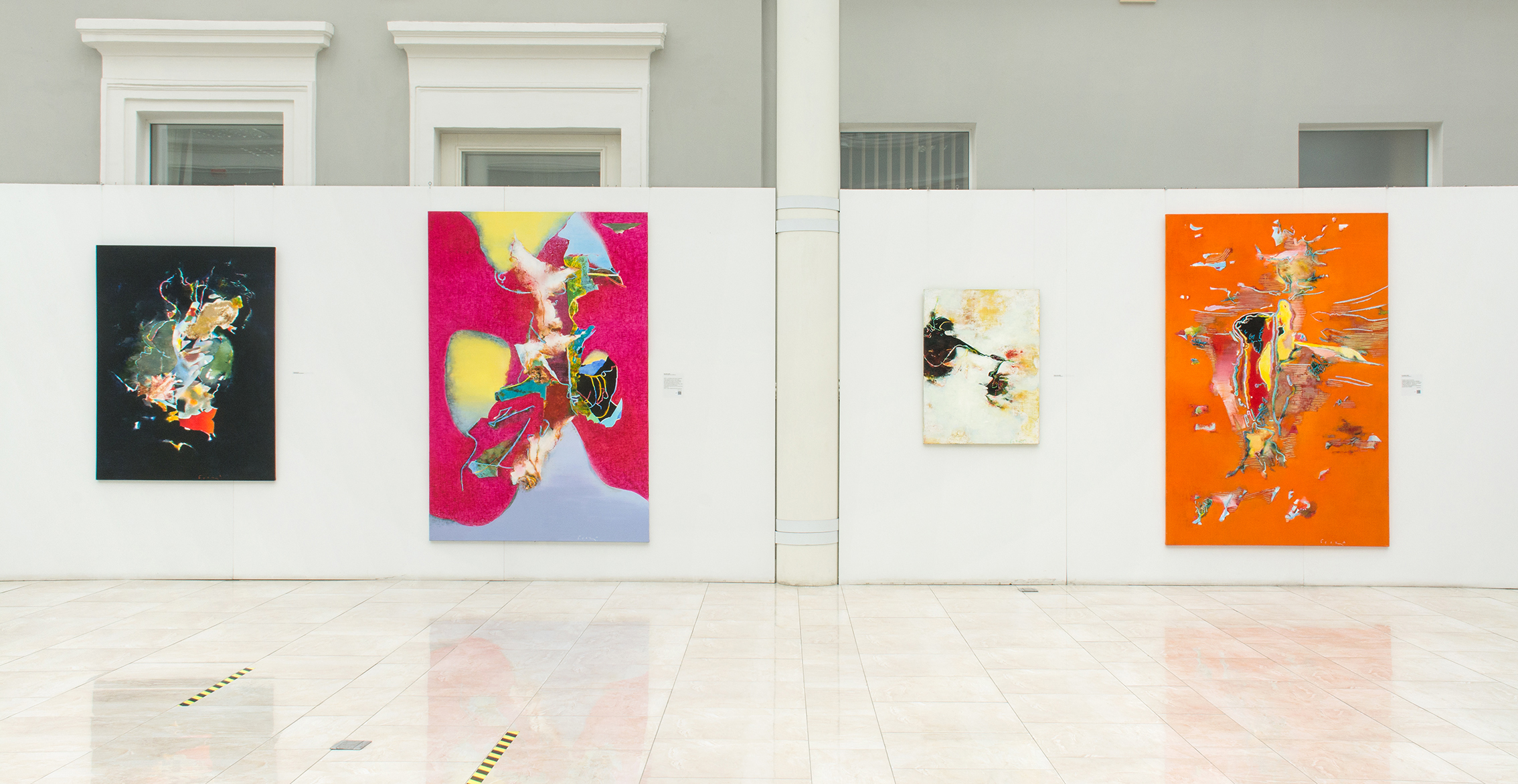
НМТШ, 2021
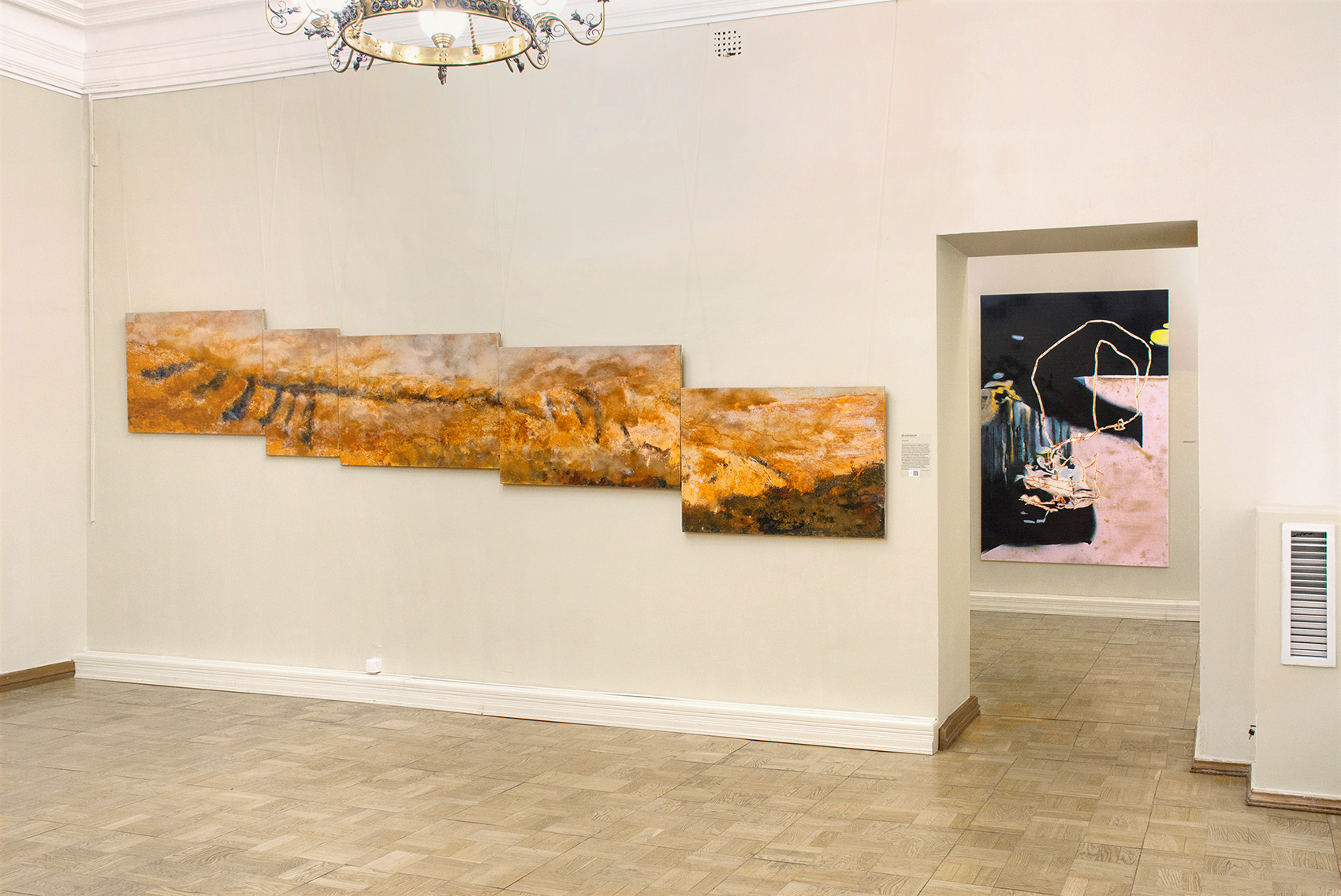
НМТШ, 2021

Частини мови. Бевза, Зоркін, Кохан, Радкевич
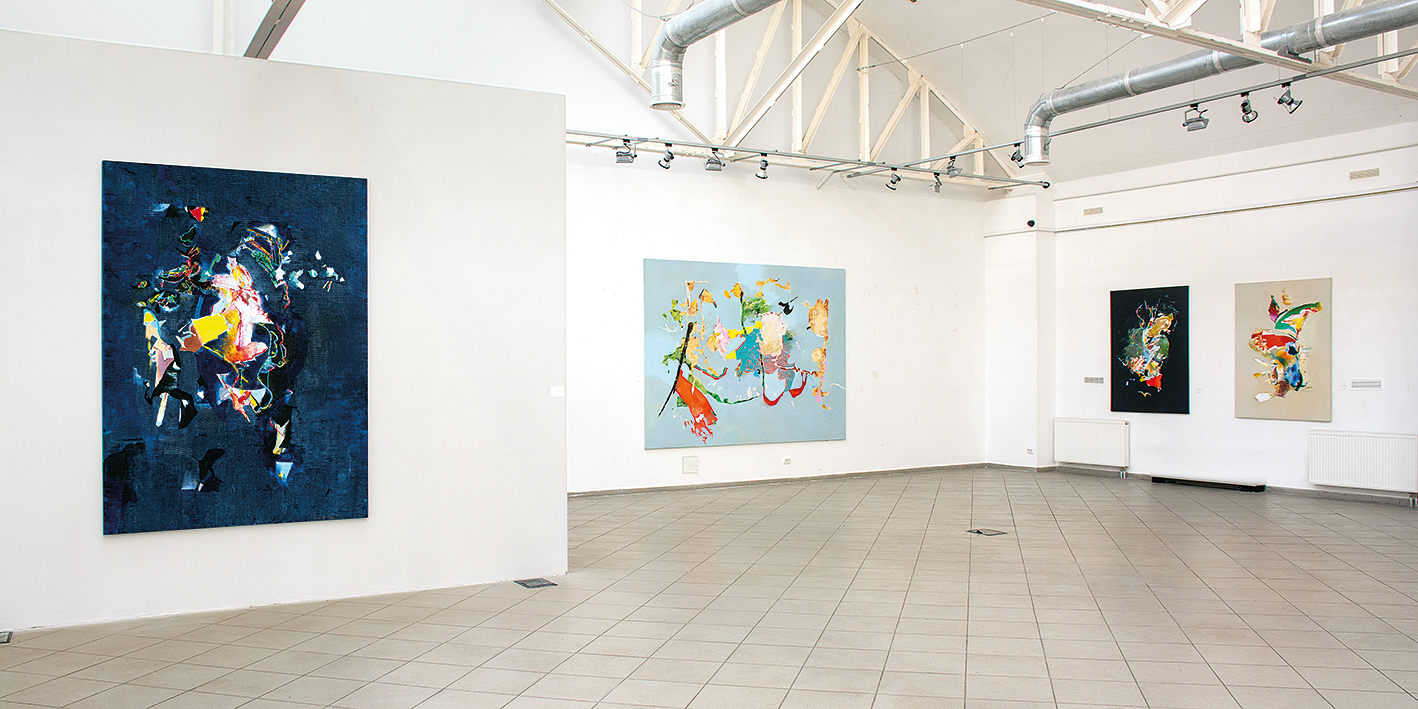
ІПСМ, 2018

- Виставка Петра Бевзи в галереї «АВС-арт» (репортаж каналу «Культура»)   на YouTube

Твори зберігаються:
- Національний художній музей України (Київ, Україна)
- Українська національна галерея (Київ, Україна)
- Музей сучасного мистецтва «PasquArt» (Біль-Б'єнн, Швейцарія)
- Національний музей у Львові (Львів, Україна)
- Одеський художній музей (Київ, Україна)
- Музей сучасного мистецтва «Совіарт» (Київ, Україна)
- Запорізький художній музей (Запоріжжя, Україна)
- Музей сучасного мистецтва «ПластАрт» (Чернігів, Україна)
- Міжнародна академія довкілля (Женева, Швейцарія)
- Український інститут Америки (Нью-Йорк, США)
- Міжнародний фонд «Відродження» (Київ, Україна)
- Національний банк України (Київ, Україна)

Приватні колекції: Україна, Росія, Польща, Велика Британія, США, Франція, Німеччина, Іспанія, Голландія, Бельгія, Йорданія, Ізраїль, Японія, Південна Корея

## Коло персон
| - Базилевич Анатолій Дмитрович - Батрух Богдан Андрійович - Герасим'юк Василь Дмитрович - Гідора Анна Володимирівна - Гончар Петро Іванович - Горбатенко Володимир Павлович - Драч Іван Федорович - Єжи Онух | - Журавель Микола - Забаштанський Володимир Омелянович - Зяблюк Андрій Михайлович - Загниборода Олексій Семенович - Кислий Федір Степанович - Клочко Діана - Криволап Анатолій Дмитрович - Кримський Сергій Борисович - Литвиненко Олексій | - Малишко Микола Олексійович - Маричевський Микола Миколайович - Піаніда Борис Микитович - Пінчук Олег Степанович - Прибєга Леонід Володимирович - Сільваші Тіберій Йосипович - Сом Микола Данилович - Степанов Микола Миколайович |